# وارنر برذرز
شركة وارنر برذرز الترفيهية المدمجة (بالإنجليزية: Warner Bros. Entertainment, Incorporated) أو باختصار وارنر برذرز (بالإنجليزية: .Warner Bros)، هي شركة أمريكية للإنتاج والتوزيع السينمائي والتلفزيوني والموسيقى. واحدة من أكبر شركات الأفلام في العالم، يقع مقرها في بربانك، كاليفورنيا، وهي إحدى الشركات التابعة للشركة الأم وارنر ميديا التي كانت تابعة لشركة إيه تي آند تي بسبب قيام شركة إيه تي آند تي بالإستحواذ على وارنر ميديا عام 2016 مقابل مبلغ يقدر بمئة مليار دولار، إلا أنها تخلت عنها بهدف إندماجها (أي وارنر) مع شركة ديسكفري كوميونيكيشنز في أواخر 2021 مقابل خمسة وأربعين مليار دولار (مصادر أخرى تقول ثلاثة وأربعين مليار) وقد إكتمل الإندماج تماما في 8 إبريل 2022، وبعد الإندماج إختفت شركتي وارنر ميديا وديسكفري كوميونيكيشنز لأنهما أصبحتا شركة واحدة لها إدارة واحدة. وارنر برذرز لها العديد من الشركات الفرعية من ضمنها أستوديوهات وارنر برذرز ووارنر برذرز إنترآكتيف إنترتيمنت وتلفزيون وارنر برذرز ووارنر براذرز أنيميشن ووارنر برذرز هوم فيديو ونيو لاين سينما وشبكة تلفزيون WB ودي سي كومكس. وارنر تتملك نصف شبكة سي دبليو التلفزيونية.
وارنر برذرز هي ثالث أقدم أستوديو سينمائي في الولايات المتحدة، تأسست في 4 أبريل، 1923 بعد كل من شركتي أفلام باراماونت إستوديوهات يونيفيرسال، الذان تأسسا في 1912. وارنر برذرز عضو في جمعية الفيلم الأمريكي.

## التأسيس 1925-1903
أسس الشركة أربعة إخوة يهود مهاجرين من بولندا التي كانت جزءًا من الأمبراطورية الروسية في ذلك الوقت، ورحلوا إلى مدينة «اونتنيو» الكندية ثم لأمريكا وهم هاري وارنر (1881 - 1958)، والبرت وارنر (1883 - 1967)، وسام وارنر (1887 - 1927)، وجاك وارنر (1892 - 1978).
وكان الإخوة الثلاثة الكبار قد بدأ عملهم في المجال السينمائي بصالات العرض بامتلاكهم لجهاز عرض سينمائي يعرض في كل من بنسيلفينيا وأوهايو إلى أن امتلكوا دار العرض الخاصة بهم في عام 1903 في بنسيلفينيا وأطلقوا عليها "Cascade" في مدينة نيوكاستل (وهي الآن مركز تجاري كبير وناجح).
وفي عام 1904 م أسس الأخوان شركة في بيتسبرغ ومقرها دوكين مختصة في التسلية والتموين والأفلام وهي الآن فرع من شركة «وارنرز للترفية التفاعلي» وخلال عدة سنوات أصبحت تصدر لأربعة ولايات رئيسية. وفي عام 1912 م حصلوا على مدقق حسابات هندي "Paul Ashley Chase"
قامت الحرب العالمية الأولى بعد فترة من السنوات وتحديداً في عام 1914 ميلادي، وخلالها فتح الإخوة استديو «وارنر برذرز» في هولييود، وقسم الشغل على الإخوة فبينما كان سام وجاك مهتمين بجانب الأفلام والإنتاج كان هاري والبرت مهتمين بالجانب الاقتصادي للشركة والمبيعات، وكان أول فيلم وطني لهم هو "My Four Years in Germany" من سيناريو الكاتب «جيمس.دبليو جيرارد».
في 4 أبريل من عام 1923 م وبعد دين أخذه هاري من البنك تم افتتاح "Warner Brothers Pictures, Incorporated" وهي الشركة الأم حالياً لكل الشركات التي تحتها. وكان من أهم إنجازاتها توقيعهم مع كاتب السيناريوهات "Avery Hopwood's " وهو من أفضل الموجودين ذلك الوقت وكان ناجحاً جداً إلى أن توفي بسبب مرض انفصام الشخصية باكراً.
ما وضع وارنر برذر على خارطة هوليود فعلاً كان الكلب " Rin Tin Tin" وأتى الكلب من فرنسا بعد الحرب العالمية الأولى عن طريق جندي والجندي أخذه من طفل فرنسي أعطاه إياه هدية من أجل الحظ، وبعد انتهاء الحرب أتى معه إلى بيته في كاليفورنيا وبدأ بالظهور في الأفلام وكان يدخل للشركة 1000 دولار أسبوعيا في بدايته لأي فيلم تواجد فيه وأصبح نجم الإستديو لبعض الأفلام وهي
- Shadows of the North في عام 1923
- Clash of the Wolves في عام 1925
- A Dog of the Regiment في عام 1927
- Tiger Rose في عام 1929

في عام 1932 توفي الكلب على يد الممثلة "Jean Harlow "، ولكن خلال حياته حقق الأستديو نجاحات أخرى ومنها توقيعهم مع الممثل والمخرج والكاتب "Ernst Lubitsch" وحقق فيلمه "The Marriage Circle" الذي عرض في عام 1924 ميلادي وهو من أخراجه أرباح كبيرة جدا للإستديو
وكان أيضاً متواجد بقائمة لأفضل الأفلام في جريدة " The New York Times"
وصدم الإستوديو خلال الفترة نفسها بانتقال الموزع لشهير "Harry Rapf " إلى استوديوهات "MGM"، ولذلك قرر كل من «سام» و«جاك» تقديم عرض للمثل " John Barrymore" الذي حقق فيلمة Beau Brummell نجاح كبير وتم توقيع عقد طويل معاه.
وبنهاية عام 1924 ميلادي أصبحت استوديوهات وارنر برذرز من أشهر الأستوديوهات في هوليوود ولكنها لم تصل لنجاح الإستوديوهات الثلاثة الكبرى في هولييود وهي MGM و First National و Paramount Pictures وبنفس العام اشترت الشركة إحدى أفضل شركة توزيع وهي "Vitagraph Company " وتم فتح راديو للشركة وكانت من أنجح الإذاعات.

## اللون، الصوت 1925-1935
حتى تلك الفترة من الزمن كانت الأفلام صامتة، تعتبر شركة "Warner Bros" من الشركات الرائدة والأولى في أدخال الصوت والصورة يعني الصوت على جهاز والصورة على جهاز، وللتفاصيل في عام 1925 ميلادي حدثت مناقشات من أجل إضافة الصوت ولكن «سام» رفض الفكرة تماماً وقال «من يرغب ب الممثل أن يتحدث» ووافقوا على كلامه، لكن في عام 1926 ميلادي خسرت الشركة 333,413 دولار وهو مبلغ ضخم جدا في ذلك الزمان.
وبعد فترة طويلة من تأييد كلام «سام» أتى الوقت لرفضه ووقعت الشركة مع شركة صوتيات هندسية وهي"Western Electric" وأسسوا ال "Vitaphone" وهي تقنية بسيطة تعطي اصوات لمدة قصيرة جدا وفي العام نفسة أنتجت الشركة أول فيلم فية مؤثرات صوتية وهو فيلم "Don Juan" من بطولة "John Barrymore" وقبل عرض الفيلم بفترة بسيطة أشترى «هاري» دور عرض في منهاتن وسماها "Warner Theater".
وعرض فيلم "Don Juan " في دور عرض "Warner Bros" بتاريخ 6 أغسطس 1926 ميلادي، وفي بداية عرض الفيلم كانت السينما تأتي ب أجهزة الأوركسترا لتساعد على عرض الثمانية "Vitaphones" الموجودة في الفيلم، وبينما كانت الشركات الأخرى تسأل عن مدى أهميتة حقق الفيلم نجاح
في صندوق الأيرادات "box office" ولكن نجاحة لم يغط تكاليف أنتاجة وكنتيجة لذلك تركهم الكاتب الكبير "Ernst Lubitsch " وذهب لأحد منافسيهم وهي شركة "MGM".
في أبريل من عام 1927 ميلادي وضعت الشركات الخمسة الكبرى وهي First National و Paramount و MGM Universal
و Producers Distributing شركة "Warner Bros" في ضائقة مالية وحتى شركة "Western Electric" جددت معهم ولكن بشرط والشرط هو أنه يسمح للشركات الأخرى بتجربة الأصوات لديهم.
وكنتيجة للأزمة المالية التي تمر بها الشركة، أعلنت أنها سوف تبدأ بعرض الفيلم الموسيقي "The Jazz Singer " من بطولة "Al Jolson" وأدى 6 مقاطع غنائية واستخدمت نفس التقنية ولكن بصورة أقل، وبدأ في الظهور عصر الصور المتكلمة وبدأ شفق أو اختفاء السينما الصامتة،
وفي خضم هذه الأحداث توفي «سام» في عام 1927 ميلادي، وكان الأخوان في جنازته ولم يستطيعوا حضور العرض الأول للفيلم، وأصبح «جاك» رئيس الأنتاج في الشركة في الشركة بعد وفاة أخية وأثر وفاة «سام» كثير على نفسية «جاك» لانه كان ملهمه وأخيه المفضل. وخلال السنوات التي تلت بعد وفاته تولى «جاك» القسم وأداره بقبضة من الحديد وطرد المتهاونين وطرد من جعلوه علامة تجارية مثل الكلب "Rin Tin Tin " في عام 1929 ميلادي والممثل الذي أصبح النجم الأول في استوديوهات " Douglas Fairbanks, Jr." من عام 1928 إلى عام 1933 ميلادي.
ولكن الشكر لفيلم "The Jazz Singer" والمغني "Jolson's" الذي أعادهم للأرباح مرة أخرى، والفيلم القادم ل "Jolson's" كان فيلم " The Singing Fool" وكان فيلم ناجح أيضاً لشركة، ومع نجاح أفلام الصوت والصورة أصبحت "Warner Bros" الأفضل في هولييود.
مع ذلك النجاح استطاعت الشركة أن تغير مكانها من ضاحية "Poverty Row " إلى مقرهم الحالي وهو في ضاحية "Burbank, California" وتوسعت أعمالهم بتملكهم لحصة كبيرة من شركة "Stanley Corporation" التي تعد واحدة من أكبر الشركات التي تملك دور عرض وجعلهم في منافسة مع شركة "First National Pictures" التي تملك الثلث فيها، وأصبحوا في منافسة لشراء "William Fox " أيضاً الذي يملك دور عرض، وخلال ذلك
أخذ «جاك» موعد مع مدير أستوديو لشركة "First National Pictures" وهو "Darryl Zanuck " لتهدئة الأمور والأتفاق على كل شيء.
في عام 1929 ميلادي اشترت الشركة شركة "Skouras Brothers" ولها أيضاً سلسلة من دور العرض في البلاد والشخص الذي كان يدير دور العرض "Spyros Skouras," وأصبح المديرالعام لدور العرض الخاصة ب "Warner Bros" وخلال سنتين من أدارته رفع ارباح الشركة وقلل الخسائر وهذا شيء عظيم خاصة بعد خسائرها والكساد الأقتصادي الذي اتى مع الحرب.

## وصلات خارجية
- الموقع الرسمي
- وارنر برذرز على موقع IMDb (الإنجليزية)
- وارنر برذرز على موقع IMDb (الإنجليزية)
- وارنر برذرز على موقع الموسوعة البريطانية (الإنجليزية)
- وارنر برذرز على موقع قاعدة بيانات برودواي على الإنترنت (الإنجليزية)